# 阿岘里站
阿岘里站（：／ Ahyeonni yeok */?）曾为韩国铁路京义线上的一个车站，位于首尔西大门区，在首尔站与新村站之间，已于1944年废止。另外，本站距首尔地铁2号线的阿岘站距离较近。

## 历史
- 1930年12月25日：开始使用[1]。
- 1944年3月31日：停用本站[2]。